# Sonina

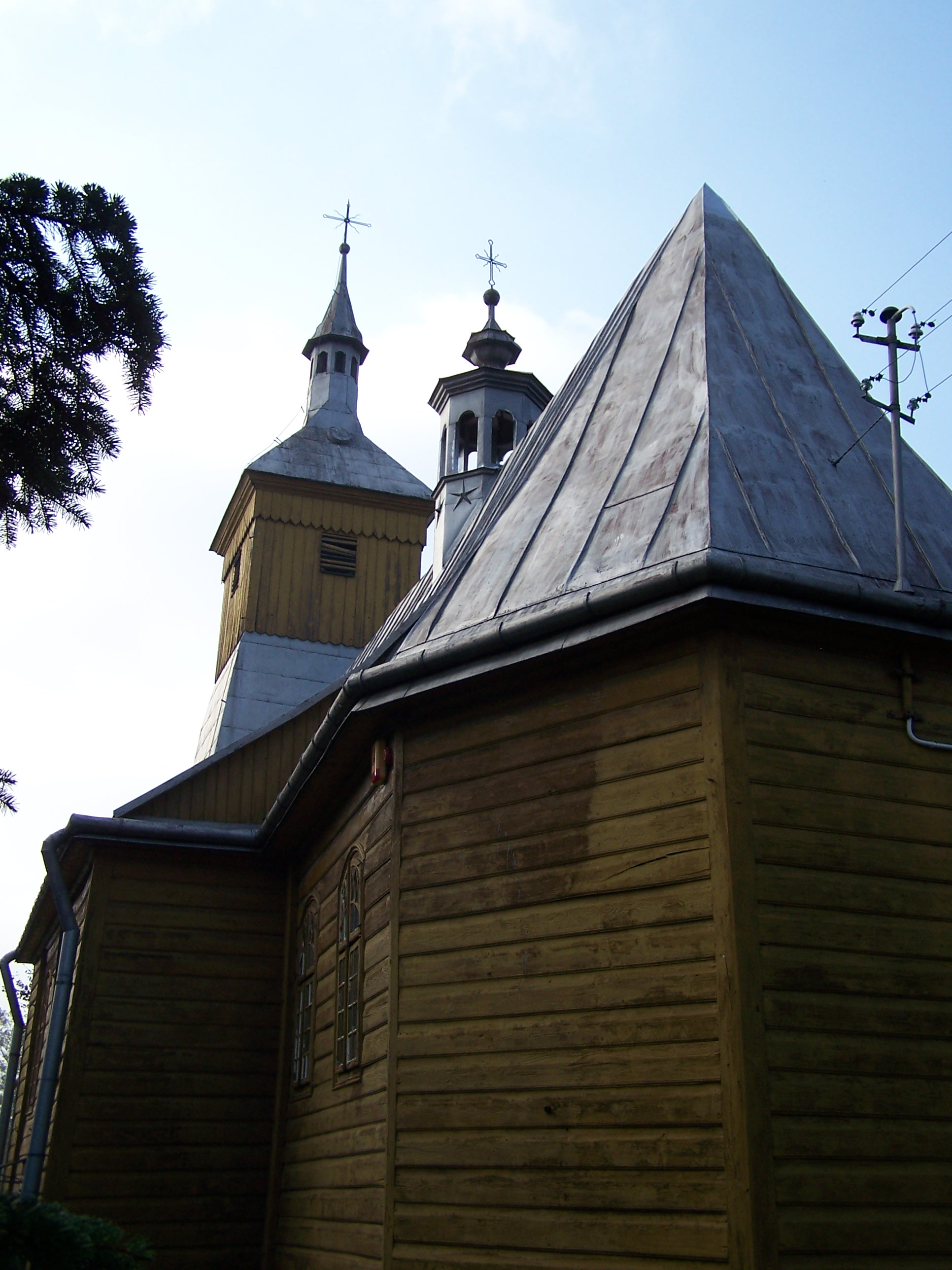
Holzkirche in Sonina

Sonina ist eine Ortschaft mit einem Schulzenamt der Gemeinde Łańcut im Powiat Łańcucki der Woiwodschaft Karpatenvorland in Polen.

## Geographie
Der Ort liegt im Rzeszów-Vorgebirge, am rechten Wisłok-Zufluss Sawa etwa 17 Kilometer östlich von Rzeszów.
Nachbarorte sind die Stadt Łańcut im Nordwesten, Głuchów im Norden, Kosina im Osten, Markowa im Südosten sowie Wysoka im Süden.

## Geschichte
Im späten 14. Jahrhundert entstand um die Stadt Łańcut eine geschlossene deutsche Sprachinsel (später Walddeutsche genannt, die bis zum 18. Jahrhundert polnischsprachig wurden), von etwa zehn Dörfern, darunter auch das Dorf Schonerwalt. Der Name wurde im Jahr 1384 einmal urkundlich erwähnt und die Identifikation mit dem späteren Dorf Sanyna, Szanyna, heute Sonina ist ziemlich wahrscheinlich. Der ursprüngliche deutsche Ortsname Schöner-wald wurde zum polnischen Sanina > Sonina durch die Änderung schon- auf san-/son- nach dem Muster der Ortsnamen mit der Silbe -in-, nach Makarski topographischer Herkunft aus dem *Sanina abgeleitet (*san- bzw. *se(-o)u in den Flussnamen, wo es fließen und Feuchte bezeichnet). Es gibt auch eine Interpretation, in dem der besitzanzeigende Ortsname vom Personennamen Sań abgeleitet ist.  Außer dem Namen hinterließ die vermutliche deutsche Ansiedlung keine Spuren in den Quellen, wie in den anderen benachbarten Dörfern. Das Dorf gehörte zur Pfarrei in Łańcut, was die Polonisierung beschleunigen konnte.
Bei der Ersten Teilung Polens kam Sonina 1772 zum neuen Königreich Galizien und Lodomerien des habsburgischen Kaiserreichs (ab 1804). Nach der Aufhebung der Patrimonialherrschaft mit Leibeigenschaft bildete es ab 1850 eine Gemeinde im Bezirk und Gerichtsbezirk Łańcut.
1918, nach dem Ende des Ersten Weltkriegs und dem Zusammenbruch der k.u.k. Monarchie, kam der Ort zu Polen. Unterbrochen wurde dies nur durch die Besetzung Polens durch die Wehrmacht im Zweiten Weltkrieg.
Von 1975 bis 1998 gehörte Sonina zur Woiwodschaft Rzeszów.